# Temelucha dorsonigra
Temelucha dorsonigra är en stekelart som först beskrevs av Hedwig 1957.  Temelucha dorsonigra ingår i släktet Temelucha och familjen brokparasitsteklar. Inga underarter finns listade i Catalogue of Life.